# Petronius (Verschwörer)
Petronius († 41 v. Chr.) ist der Name eines römischen Politikers aus der Familie der Petronier, der zum Kreis der Verschwörer gegen Gaius Iulius Caesar gehörte.
An den Iden des März im Jahr 44 v. Chr. war ein Petronius einer der Beteiligten am Attentat gegen den Diktator auf Lebenszeit. Nach der Niederlage des Gaius Cassius Longinus und des Marcus Iunius Brutus in der Schlacht von Philippi (42 v. Chr.) floh er 41 v. Chr. zusammen mit anderen Anhängern der Caesarmörder nach Ephesos. Der Triumvir Marcus Antonius begnadigte die Schutzflehenden, die im Artemistempel Asyl gesucht hatten. Nur Petronius wurde verurteilt und hingerichtet, weil er direkt an der Ermordung Caesars im Jahr 44 v. Chr. beteiligt gewesen war.
Zur Zeit Caesars gab es mehrere Petronii mit militärischem Rang:
- Im Jahr 53 diente ein Petronius als Militärtribun unter Crassus und war Augenzeuge von dessen Tod im Kampf gegen die Parther[2]
- Ein M. Petronius diente als Centurio in Caesars VIII. Legion und opferte sich bei der Eroberung von Gergovia für seine Mitsoldaten (52 v. Chr.).[3]